# ドック・オブ・ベイ
「ドック・オブ・ベイ」（原題： (Sittin' on) The Dock of the Bay）は、アメリカ合衆国のシンガーソングライター、オーティス・レディングのシングル。作詞・作曲は、オーティス・レディングとスティーヴ・クロッパー。
ローリング・ストーンの選ぶオールタイム・グレイテスト・ソング500（2010年版）では26位にランクされている。
BMI調べによる「20世紀にアメリカのテレビやラジオで最もオンエアされた100曲」の第6位にランクされた。

## 概要
1967年夏、当時カリフォルニア州サウサリートのボートハウスに滞在していたオーティスは、プロデューサーだったスティーヴと共にこの曲を作詞作曲し、12月6日と12月7日にメンフィスでこの曲の録音を完了させた
。しかしその3日後の12月10日、オーティスの自家用飛行機が、ウィスコンシン州マディソンに向かう途中マノマ湖に墜落、オーティスと、バックバンドバーケイズのメンバー、スタッフ、パイロットの4人が死亡した。
1968年、発売前に、アトランティック・レコードのジェリー・ウェクスラーが楽曲にリミックスを行ったが、結局発売されたバージョンはリミックスをかけないものであった。
ビルボード・チャート1位、この年の年間ランキングでは6位と、オーティス最大のヒット曲となった。また、1955年7月9日以降では初めて、アーティストの死後に発表されてチャート1位を獲得したシングルとなった。ゴールデン・カップス、デルズなどが、この曲をカヴァーしている。

## カバー・バージョン
|        | アーティスト名                          | レコード・CD                                                                 |
| ------ | --------------------------------------- | ---------------------------------------------------------------------------- |
| 1968年 | ゴールデン・カップス                    | 『ザ・ゴールデン・カップス・アルバム第2集』                                  |
| 1968年 | ステイプル・シンガーズ                  | 『Soul Folk in Action』                                                      |
| 1968年 | グレン・キャンベル                      | 『Wichita Lineman』                                                          |
| 1968年 | ジェリー・バトラー                      | 『The Soul Goes On』                                                         |
| 1969年 | セルジオ・メンデス&ブラジル'66          | シングル                                                                     |
| 1969年 | ニノ・テンポ&エイプリル・スティーヴンズ | シングル。「シー・オブ・ラブ」とのメドレー。                                 |
| 1969年 | ザ・デルズ                              | シングル                                                                     |
| 1969年 | シェール                                | 『3614 Jackson Highway』                                                     |
| 1971年 | ザ・タイガース                          | ライヴ・アルバム『ザ・タイガース・サウンズ・イン・コロシアム』               |
| 1978年 | マーリット                              | 『Siivet saan』。フィンランド語詞でタイトルは「Istun tässä pöydässä taas」。 |
| 1979年 | 尾崎紀世彦                              | 『尾崎紀世彦ポピュラーアルバム』                                             |
| 1981年 | オハイオ・プレイヤーズ                  | 『Tenderness』                                                               |
| 1987年 | マイケル・ボルトン                      | 『The Hunger』。シングルカットされ、Billboard Hot 100で最高位11位を記録。    |
| 2007年 | 小野リサ                                | 『Soul & Bossa』                                                             |
| 2018年 | Meiko                                   | 『Playing Favorites』                                                        |
| 2021年 | スティング                              | 『ザ・ブリッジ』。日本盤およびデラックス・エディション盤ボーナス・トラック。 |

## 書籍
- フレッド・ロビンソン著・守屋須三男監修・加藤秀樹訳『ビルボード年間トップ100ヒッツ 1956-1990』音楽之友社、1994年2月10日、ISBN 4-276-23631-2